# 东余杭路
东余杭路是中華人民共和國上海市虹口區一條東西走向道路，西起俞涇浦與餘杭路相連，東至保定路。全长將近2千米，道路於中華民国建國前建造，最初道路名為东有恒路（East Yuhang Road）。中華民国32年（1943年）更名為東餘杭路，道路名稱來自於浙江余杭。东余杭路沿路有許多老舊住宅以及宋氏老宅，宋慶齡曾居住於此。2020年10月17日，东余杭路（一期）项目开始征收签约，標誌著虹口北外滩最大的旧城改造項目啟動。